# Gustavo Paz
Gustavo Adolfo Paz Monasterio (Santa Cruz de la Sierra, Bolivia, 19 de abril de 1983) es un futbolista boliviano. Juega de mediocampista o también de delantero y su actual equipo es el Universitario de Sucre de la Liga de Fútbol Profesional Boliviano.

## Clubes
| Club                   | País    | Año             |
| ---------------------- | ------- | --------------- |
| Real Potosí            | Bolivia | 2002 - 2005     |
| Unión Central          | Bolivia | 2006            |
| Universitario de Sucre | Bolivia | 2007 - 2008     |
| Nacional Potosí        | Bolivia | 2009            |
| Universitario de Sucre | Bolivia | 2010 - presente |